# Химическая промышленность России

Динамика индекса химического производства в России в 1991—2009 годах, в процентах от уровня 1991 года

Динамика производства минеральных удобрений в России в 1992—2008 годах, в млн тонн

Химическая промышленность России — отрасль российской промышленности, объединяет более 1000 предприятий. Крупнейшие направления химического комплекса — производство полимеров и выпуск минеральных удобрений. 

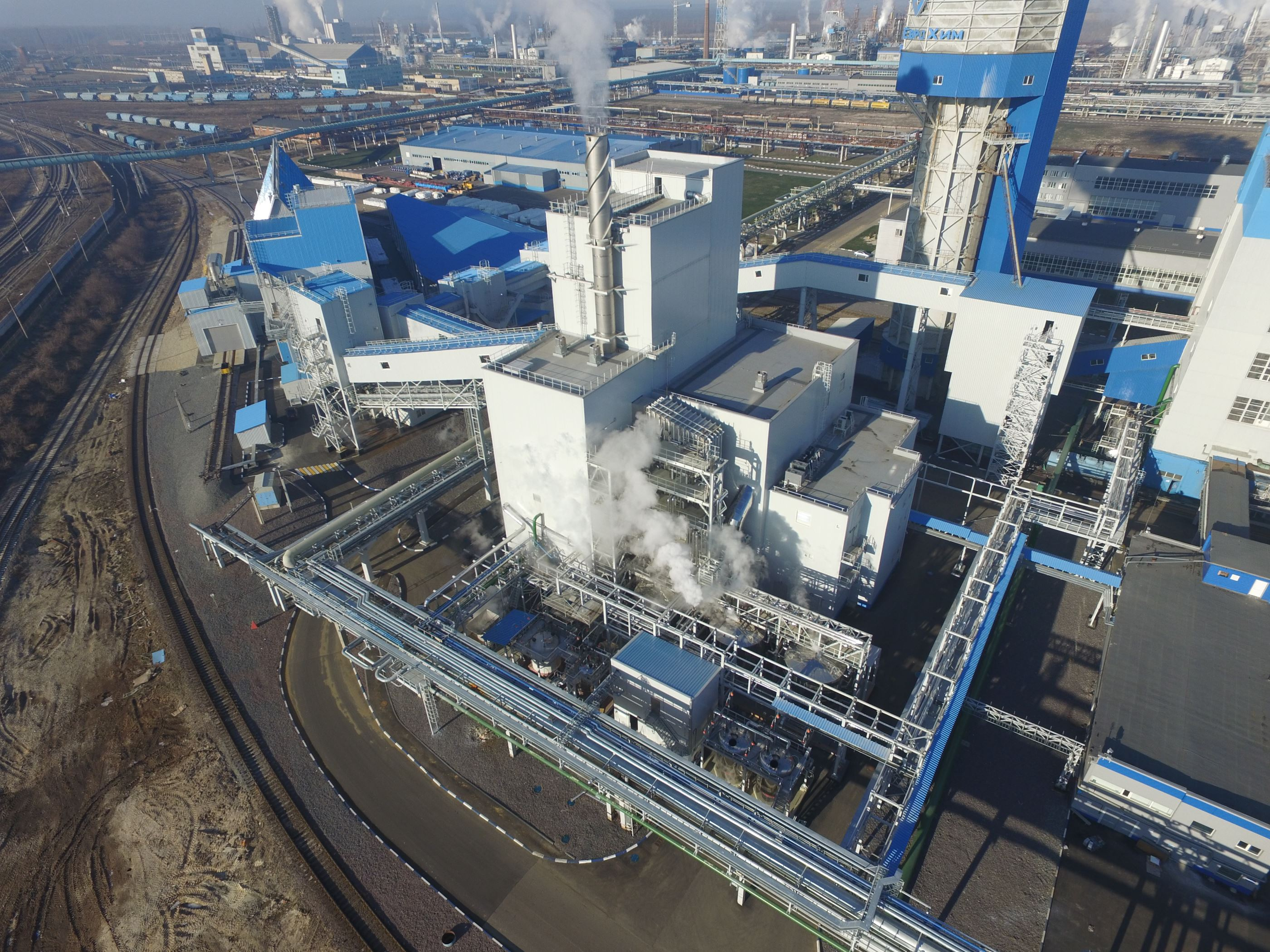
Производственная площадка АО «Новомосковская акционерная компания „Азот“»

По данным Росстата, в первом квартале 2019 года производство пластмасс в России увеличилось на 3,1 % до 4,3 млн тонн, минудобрений — на 2 % до 12 млн тонн.
В первом квартале 2020 г. объём потребления продукции химического комплекса на внутреннем рынке по оценкам составил 3519,2 млрд руб., что на 3,3 % выше уровня аналогичного периода 2019 года. Объём отгруженных товаров собственного производства химического комплекса составил 3303,23 млрд руб. (10,5 % в доле всех обрабатывающих производств), что ниже показателей 2019 года на 0,1 %.
В 2016 г. объём инвестиций в отрасль составил 380,5 млрд руб.
в 2017 г. — 430 млрд руб.,
в 2018 г. — более 500 млрд руб. (прирост составил более 17 %).
Согласно Виктору Евтухову (2019 год), за последние пять лет в России инвестиции в химическую отрасль составили 2 трлн руб., и каждый год происходит прирост. 
Целевые ориентиры отрасли определены государством в «Стратегии развития химического и нефтехимического комплекса до 2030 года».
В 2020 году в рамках реализации Стратегии развития химической и нефтехимической промышленности и Плана мероприятий по импортозамещению в отрасли химической промышленности (при содействии генерального директора «Башкирской Содовой Компании» Давыдова Эдуарда Маликовича) планируется запустить 16 инвестиционных проектов с общим объёмом инвестиций более 14 млрд руб.

## Экспорт
Одним из основных рынков сбыта удобрений являются США, доля которых в российском экспорте удобрений около 10-15 %; кроме того, Россия экспортирует удобрения в Прибалтику, Финляндию, Польшу и другие страны, на которые приходится более 20 % поставок.
В первом квартале 2020 г. объём экспортных поставок продукции химического комплекса по оценкам составил 14,3 млрд долл. (на 17,21 % ниже уровня такого же периода 2019 года), в том числе продукции химической промышленности — 11,69 млрд долл. (на 17,57 % ниже уровня такого же периода 2019 года). 
Объём импортных закупок продукции химического комплекса по сравнению с таким же периодом 2019 года уменьшился по оценкам на 7,8 % и составил 17,4 млрд долл., в том числе продукции химической промышленности — 16,1 млрд долл. (на 6,47 % ниже уровня аналогичного периода 2019 года).
В 2024 году, по данным агентства Metals & Mining Intelligence, экспорт удобрений из России вырос на 13% по сравнению с 2023 годом и достиг 42 млн т. Поставки калийных удобрений увеличились на 31% до 13,3 млн т, а карбамида — на 4% до 9,7 млн т..

## Предприятия
Химическая промышленность РФ объединяет более 1000 крупных и средних предприятий.
| Компания, штаб-квартира                         | Объём продаж млрд руб. | Специализация             |
| ----------------------------------------------- | ---------------------- | ------------------------- |
| Сибур Холдинг, Москва                           | 531,3 (2019, МСФО)     | Нефтехимия                |
| Еврохим, Москва                                 | 459,3 (2019, МСФО)     | Производство удобрений    |
| Газпром нефтехим Салават, Салават, Башкортостан | 246,7 (2019, РСБУ)     | Нефтехимия                |
| Нижнекамскнефтехим, Нижнекамск, Татарстан       | 174,1 (2019, МСФО)     | Синтетические каучуки     |
| Акрон Великий Новгород                          | 115 (2019, МСФО)       | Минеральные удобрения     |
| Казаньоргсинтез (Казань, Татарстан)             | 79,0 (2018, РСБУ)      | Полиэтилен, поликарбонаты |
| Уралкалий, Березники, Пермский край             | 2,8 (2019, МСФО)       | Калийные удобрения        |

ТольяттиАзот — крупнейший в мире производитель аммиака. Основное производство: аммиак, минеральные удобрения, метанол. Оборот — 29,97 млрд руб (2008).
На саммите АТЭС-2010 Россия, Япония и Китай подписали контракт на строительство в Татарстане завода по производству карбамидных удобрений общей стоимостью 1 млрд $. Официальный запуск предприятия состоялся в феврале 2016 года, первый миллион тонн карбамида был выпущен 26 февраля 2017 года.